# ماتریکس (زیست‌شناسی)
ماتریکس (انگلیسی: Matrix) در زیست‌شناسی، ماده یا بافتی همگن است که در فضای درونی سیتوپلاسم و ساختارهای درونی سلول‌های یوکاریوتی قرار دارد.
ساختار بافت‌های همبند یک ماتریس برون‌یاخته‌ای است. ناخن و انگشتان از ماتریس رشد می‌کنند. ماتریس در بافت‌های گوناگون پیوندی یافت می‌شود. ماتریکس عموماً به عنوان ساختار ژله مانند به جای سیتوپلاسم در بافت پیوندی استفاده می‌شود.
ماتریکس‌ها در سیتوپلاسم، میتوکندری، هسته سلول و سایر ساختارهای سلولی وجود دارد. ماتریس سیتوپلاسم (ماده اصلی آن هیالوپلاسم است) یک سیستم کلوئیدی پیچیده از پروتئین‌ها، اسیدهای نوکلئیک و پلی‌ساکاریدها است که قادر به تبدیل شدن از حالت مایع به ژله‌ای و برعکس است که می‌تواند در تشکیل غشای سلول و (ریزلوله) میکروتوبول‌ها شرکت کند. این ماده عمدتاً از پروتئین‌ها و آنزیم‌ها (۲۵-۲۰٪ پروتئین‌های سلولی، آنزیم‌های گلیکولیز، بازهای نیتروژن، اسیدهای آمینه، لیپیدها، متابولیسم قندها) تشکیل شده است. ماتریس ساختارهای سلولی را به یک کل پیوند می‌دهد، از فعل و انفعالات شیمیایی آن‌ها، انتقال نوکلئوتیدها، اسیدهای چرب، قندها، تبادل یونی و تجمع مواد ذخیره سازی اطمینان حاصل می‌کند. ماتریس میتوکندری یک توده نیمه مایع ژلاتینی با ساختار ریز متشکل از حدود ۵۰٪ پروتئین و حاوی DNA و ریبوزوم‌های میتوکندری است. برعکس، در میتوکندری با تعداد زیادی آبریزش ضعیف توسعه یافته است.